# ニュー・ラナーク
ニュー・ラナークはスコットランド・サウス・ラナークシャーの都市ラナークから約 2.2 km のところに位置するクライド川沿いの村である。

## 概要
ニュー・ラナークの起源は、1786年にデヴィッド・デイル（David Dale）が綿紡績工場や工場労働者用の住宅を建設したことである。デイルがその場所に工場を建てたのは、川の水力をうまく活用するためだった。デイルの娘婿であった博愛主義者で社会改良主義者のロバート・オウエンも名を連ねていた共同所有のもとで、ニュー・ラナークはソーシャルビジネスにより事業的にも成功を収め、いわゆるユートピア社会主義を体現する存在となった。
ニュー・ラナークの工場は1968年まで操業していた。衰退期を経て、1975年に村の取り壊しを防ぐためにニュー・ラナーク保全トラスト（New Lanark Conservation Trust）が創設された。2006年現在で村の建造物のほとんどが修繕され、村はスコットランドの観光名所となっている。この村はまた、スコットランドに4つある世界遺産のひとつであり、ヨーロッパ産業遺産の道のアンカー・ポイントのひとつである。

## 歴史
ニュー・ラナークの紡績工場は1786年にデヴィッド・デイルによって設立された。デイルはグラスゴーのたたき上げの中産的ジェントリの一人であり、その例に漏れずキャンバスラング（Cambuslang）のローズバンクに避暑地となる土地を持っていた。そこはターナーをはじめとする多くの画家たちが描いたクライドの滝（Falls of Clyde）から遠くないところにあった。
デイルは工場、土地、村落を19世紀初頭に6万ポンド（20年以上にわたり払い戻し可能）で、義理の息子のロバート・オウエンも名を連ねていた協同組合に売却した。オウエンは工場労働には義父の博愛主義的なアプローチを維持し、後には影響力のある社会改良主義者となった。彼の社会福祉プログラムとともに、ニュー・ラナークはオウエン的なユートピア社会主義を体現する存在となった。
ニュー・ラナークの工場群は水力に依存していた。ニュー・ラナークの上流にはダムが建設され、そこから流れ出す水が工場の機械を動かした。水は最初トンネルを潜り抜け、しかる後に開かれた水路に出て工場ごとに据え付けられた多くの水車を回したのである。そうした光景は、最後の水車が水力タービンに付け替えられた1929年まで見られた。水力そのものは今でも使われている。新しい水力タービンが第三工場（Mill Three）に据え付けられており、村の観光客向けのエリアに電力を供給するために使われている。

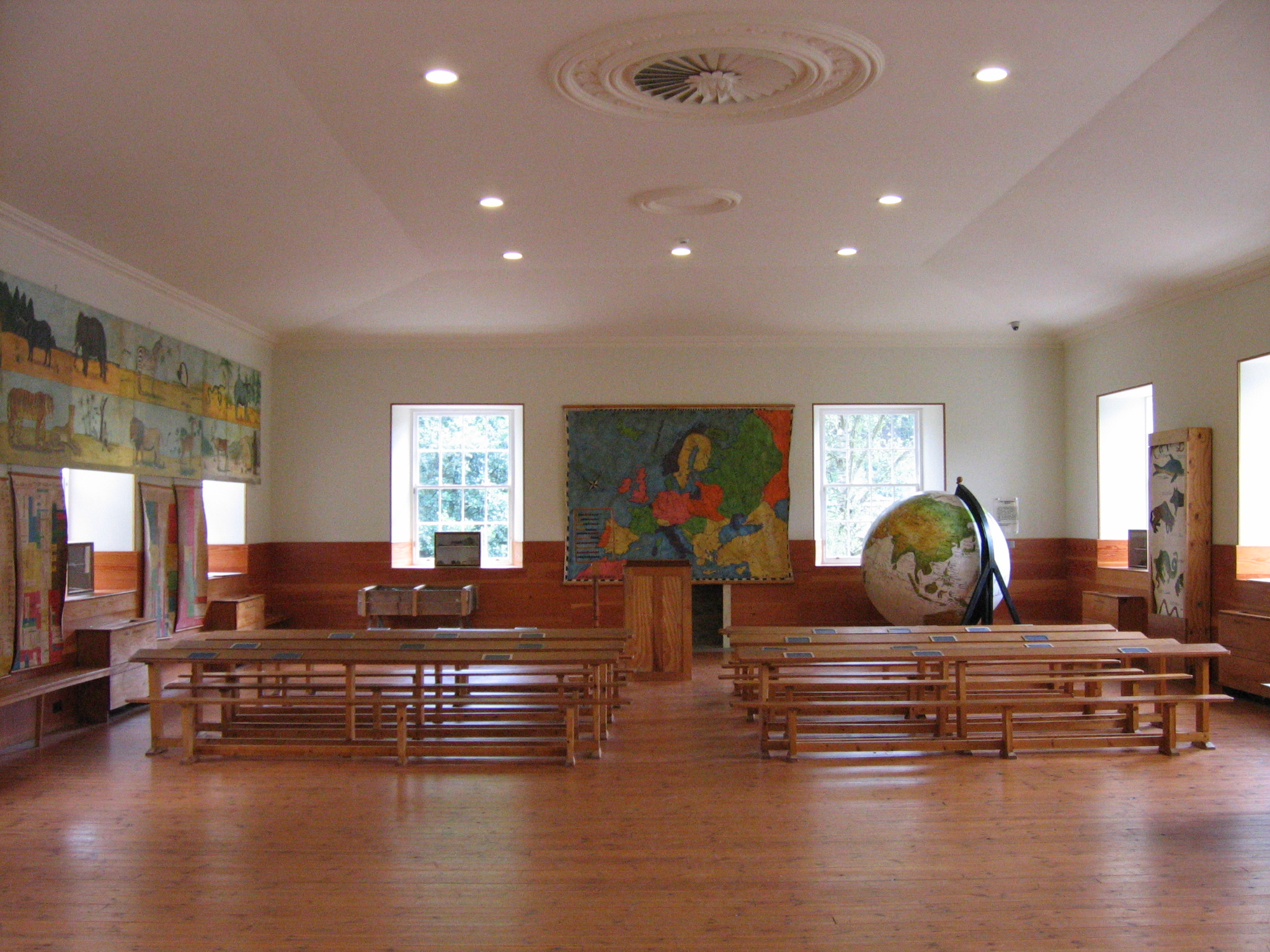
復元された教室

オウエンの時代にはおよそ2500人がニュー・ラナークに住んでいたが、その多くはグラスゴーやエディンバラの救貧院の出身者だった。労働者たちは群を抜いて過酷な境遇にあったというわけではなかったが、オウエンはその環境に満足せず、労働者たちの改善を決意した。彼は子供たちに格段の注意を払った。当時のニュー・ラナークには500人ほどの子供が暮らし、町の一角は「ナーサリー・ビルディングス」（Nursery Buildings）と呼ばれていた。子供たちは工場で働いていたが、オウエンは彼らのためにイギリスで初となる幼児学校（infant school）を1816年に創設した。
工場群は商業的に成功したが、オウエンの福利プログラムによって彼のパートナーたちは余計な出費を強いられた。オウエンは旧来の操業に戻すことをよしとせず、パートナーたちの権利を買い取った。
ニュー・ラナークの名声はヨーロッパ中に伝わり、王族、政治家、社会改良主義者らが多く訪れた。彼らはその清潔で衛生的な工業環境、満足して活力にあふれた労働者、全員が力を合わせて作り上げた成功したベンチャービジネスの姿を目にして驚嘆した。オウエンの哲学は当時の思想とは対極のものであったが、彼は実際に労働者を劣悪な境遇に置かずとも利益をあげられることを示したのである。オウエンは訪問者たちに町の優れた住居や公共施設、さらには工場の収益性を示す会計書類を示すことができた。
ニュー・ラナークの工場群は社会改良主義、社会主義、福利厚生などと密接に結びついていたが、同時にそれは18世紀から19世紀にイギリスで興り世界の姿を根底から変えた産業革命を代表するもののひとつでもある。
1825年にニュー・ラナークの経営権はウォーカー（Walker）家に移った。ウォーカー家は1881年までそこを経営したが、その年にバークマイア（Birkmyre）とサマーヴィル（Sommerville）に売却された。彼らとその後継企業は、1968年に工場群が閉鎖されるまで村の経営に携わった。
工場が閉鎖されると人々は離村し始め、建造物群も劣化していった。1963年に住宅組合としてニュー・ラナーク組合（New Lanark Association）が発足し、ケースネス・ロウ（Caithness Row）とナーサリー・ビルディングスの修復が始まったが、工場群をはじめとする産業施設や、デイルやオウエンが暮らした住居群は、1970年に屑鉄企業のメタル・イクストラクション社（Metal Extractions Limited）に売却された。1974年には村の風化を避けるためにニュー・ラナーク保全トラスト（the New Lanark Conservation Trust, NLCT）が発足し、1983年にはメタル・イクストラクション社に対して産業施設群の修復を目的とする強制収用の命令が適用された。現在、それらの産業施設群は保全トラストの管理下にある。2005年までにほとんどの建造物が修復されたニュー・ラナークは一大観光地となっている。

## 居住状況
19世紀半ばには家族全員が一部屋の中で暮らしていた。そんな居住条件の感覚は、ブランタイア（Blantyre）のデイヴィッド・リヴィングストン・センター（David Livingstone Centre）を訪れることでいくらか掴むことができる。ニュー・ラナークを設立したデヴィッド・デイルも、ブランタイアの工場に関わりを持っていた。ブランタイアには居住ブロック（tenement row）が一棟だけ現存しており、博物館として使われている。博物館は専ら1813年にブランタイアで生まれたデイヴィッド・リヴィングストンに捧げられたものではあるが、子供用の脚輪付きベッドなども含めて一部屋での居住状況が再現されているのだ。この状況はリヴィングストンも知っていたものであり、ニュー・ラナークにも見出されていたものである。デヴィッド・リヴィングストン・センターは、ニュー・ラナークからは道沿いに 30 km ほどのところにあり、グラスゴーとハミルトン（Hamilton）の間にあたっている。
ニュー・ラナークでの生活状況は次第に改善していき、20世紀初頭までには複数の部屋に住まうようになっていた。1933年までは室内に給水栓や流し台は備わっていなかったが、その年を境に屋外にあった共用トイレも室内のものに取って代わられた。
1898年からは村の経営者は全戸に無料の電力供給を行うようになったが、それは各部屋の蛍光灯一本を点けるのにやっとだった上、毎晩10時には切れた（土曜のみは11時まで）。1955年にニュー・ラナークは英国の送電網（National Grid）に接続された。

## 今日のニュー・ラナーク

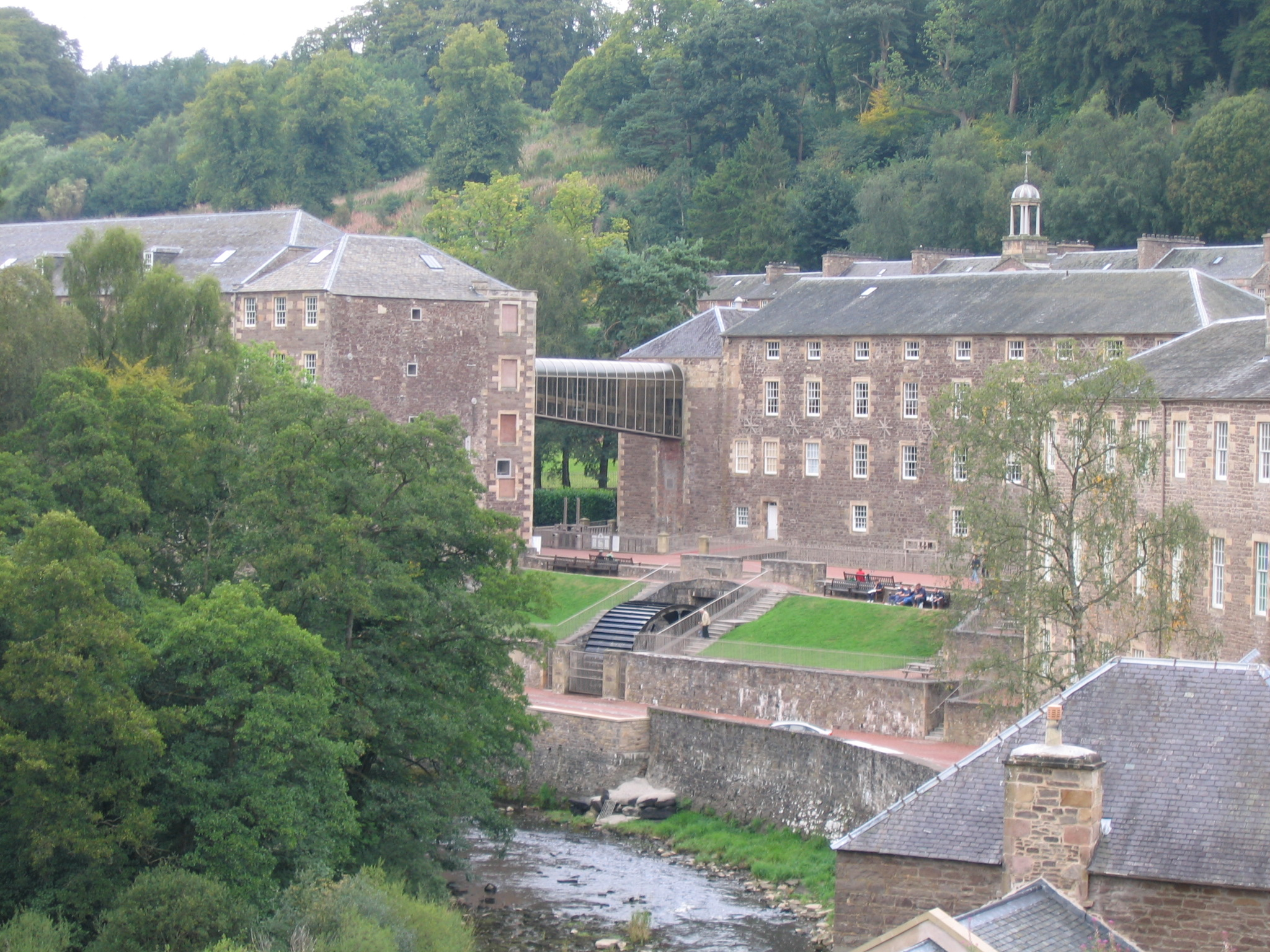

ニュー・ラナークを訪れる観光客は、毎年40万人を超えていると見積もられている。これには、2007年時点でスコットランドには4つしかない世界遺産のひとつと認められていることが大きい。
ニュー・ラナークにはおよそ200人が今でも暮らしている。居住用の建造物の中ではマンティラ・ロウとダブル・ロウのみが修復されている。修復の中にはニュー・ラナーク組合や保全トラストが引き受けたものもある。ブラックスフィールド・ロウ全体とロング・ロウの大半の修復は、廃屋と化していたそれらを買い取って個人宅として修復した私人たちによるものである。村には20軒の持ち家に加えて、ニュー・ラナーク組合から見逃されている45軒の借家がある。組合自身も村にはいくつかの建物を保有しているが、ダブル・ロウの修復とマンティラ・ロウの再建をしなかったことを批判されている。
歴史的な真正性を維持するためには多大な労力が投入されている。村内にはテレビアンテナもパラボラアンテナも設置を認められておらず、電話、テレビ、送電といったサービスは埋設ケーブルを通じて行われている。一貫した外観を呈するために、全ての外装は木造の白塗りで、ドアや窓も一貫したデザインに沿うものとなっている。かつて世帯主は犬を飼うことも禁止されていたものだが、この規制はもはや強制力を失っている。
保全トラストは広告看板を導入したほか、第三工場とエンジン・ハウスをつなぐガラス製の橋を設置したが、こういった代物には批判も寄せられている。村の広場に1924年型の赤い電話ボックスがあるのにも、不適切ではないかと議論がある。
現在、工場群、ホテル、非居住型の建造物の大半は保全トラストが保有・運営している。

## 建造物群

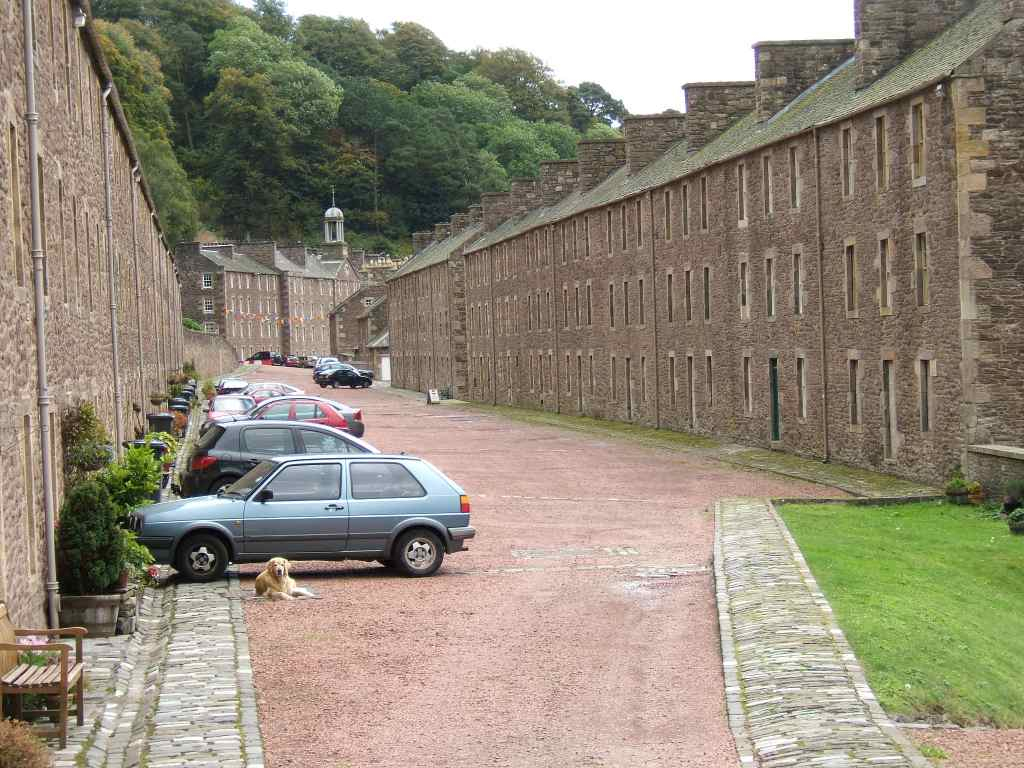
ロング・ロウ（左）、ダブル・ロウ（右手前）、ウィー・ロウ（右奥）

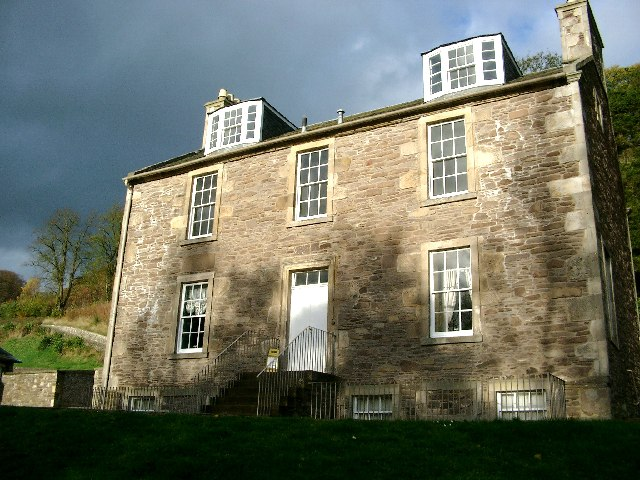
オウエン邸

ブラックスフィールド・ロウ（Braxfield Row）
1790年頃に建設された10軒分の住居ブロック（tenement block）。9軒分は4階建てで1軒のみ5階建てである。すべての住居は持ち家である。
ロング・ロウ（Long Row）
1790年頃に建設された14軒分の住居ブロック。全てが3階建てである。10軒は持ち家だが4件は借家になっている。
ダブル・ロウ（Double Row）
1795年頃に建造された5階建ての住居ブロックでアパートメントが背中合わせに並んでいる。川に面している側はウォーター・ロウとしても知られている。このブロックは現在廃れている。
マンティラ・ロウ（Mantilla Row）
1795年に建造された住居ブロックだが、構造上安全でなくなった時点で廃れてしまった。新しい土台と擁壁は取りつけられたが、再建はされていない。
ウィー・ロウ（Wee Row）
1795年頃に建てられた住居ブロックで、1994年にスコットランド・ユースホステル協会（Scottish Youth Hostels Association）が運営するユースホステルに転用された。
ニュー・ビルディングス（New Buildings）
1798年に建てられた鐘楼付きの4階建てで、現在は博物館や貸アパートが含まれている。かつて労働者を工場に招集した鐘は、現在では毎年大晦日の真夜中に鳴らされている。
ナーサリー・ビルディングス（Nursery Buildings）
1809年建造の3階建ての建物で、現在は貸しアパートに転用されている。かつては工場で働く孤児の収用施設だった。
ケースネス・ロウ（Caithness Row）
1792年建造の3階建ての住居ブロックで、貸しアパートに転用されている。ケースネスはスコットランド高地の地域名で、名前の由来はハイランダーたちが工場の労働者募集に応じる形でここに来たからと考えられている。
村の教会（Village Church）
1898年建設の教会で、現在は社会的な目的のために用いられている。
第一工場（Mill Number One）
1785年に建てられ、1786年3月には操業を開始したが、1788年10月9日に焼失した。現存する建物は1789年に再建されたものである。
この工場は1802年には6556の紡錘を動かす3つの水車を備えていた。1811年には558人（うち女性408人）がこの工場で働いていた。1945年には隔たった2つの最上階ができた。のちに廃れてしまったが、ニュー・ラナーク・ミル・ホテルとして再建され、その営業は1998年に始まっている。
ウォーターハウジズ（Waterhouses）
1階建てと2階建てからなる居住ブロックで、第一工場に隣接している。1799年から1818年頃に建てられた。
第二工場（Mill Number Two）
1788年に建造された工場で、1811年には3つの水車を備え、486人（うち女性283人）が雇用されていた。1884年から1885年にかけてリング・フレームに合わせるために拡張が行われた。この拡張部分は表面がレンガ仕上げになっている村内唯一の建造物である。現在は観光目的に転用されている。
第三工場（Mill Number Three）
もとは1790年から1792年に建てられた工場で、数多くのジェニー紡績機を擁していたことから「ジェニーズ・ハウス」の別名があった。1811年には398人（うち女性は286人）が雇われていた。1819年に焼失した後1826年から1833年に再建され、現在は観光目的に用いられている。この工場には電力供給用の水力タービンも備わっている。
第四工場（Mill Number Four）
1791年から1793年頃に建てられた建造物で、もともとは貯蔵室やワークショップとして使われる一方、孤児たちも収容していた。1883年に焼失したあと再建された。1990年にはファイフのホール・ミル・ファーム（Hole Mill Farm, Fife）から水車が持ちこまれ、敷地内に据え付けられた。
人格形成学院（Institute for the Formation of Character）
1816年に建てられた4階建ての旧学校で、現在は観光と商用目的に利用されている。
エンジン・ハウス（Engine House）
1881年に人格形成学院に付設された建物で、復元された蒸気機関が置かれている。
学校（School）
1817年建造の3階建てで、現在は博物館になっている。この建物にはかつてスコットランド初の労働者階級の児童を対象とした学校があった。
機械工の作業場（Mechanics Workshop）
1809年に建てられた3階建てで、かつては工場の機械類を設置・維持していた職人たちが住んでいた。
染物工場（Dyeworks）
建設時期未詳の建物。元々は真鍮や鉄の鋳造所だった建物で、水車も備えている。現在は店舗や観光案内所が入っている。
八角塔を備えたガス工場（Gasworks with octagonal tower）
1851年以前に建てられた工場で現在は店舗が入っている。
オウエン邸（Owens House）
1790年に建てられた住居で現在は博物館になっている。
デイル邸（Dales House）
1790年に建てられた住居で現在は出版業者のウェイヴァリー・ブックス（Waverley Books）が入っている。
ミル・レイド（Mill Lade）
工場設備の動力となる水力をクライド川から調達するために掘られた物
墓地（Graveyard）
墓地は村と観光客用の駐車場の間にあたる、丘の上にある。初期の村人たちの多くがここに葬られた。

## 観光

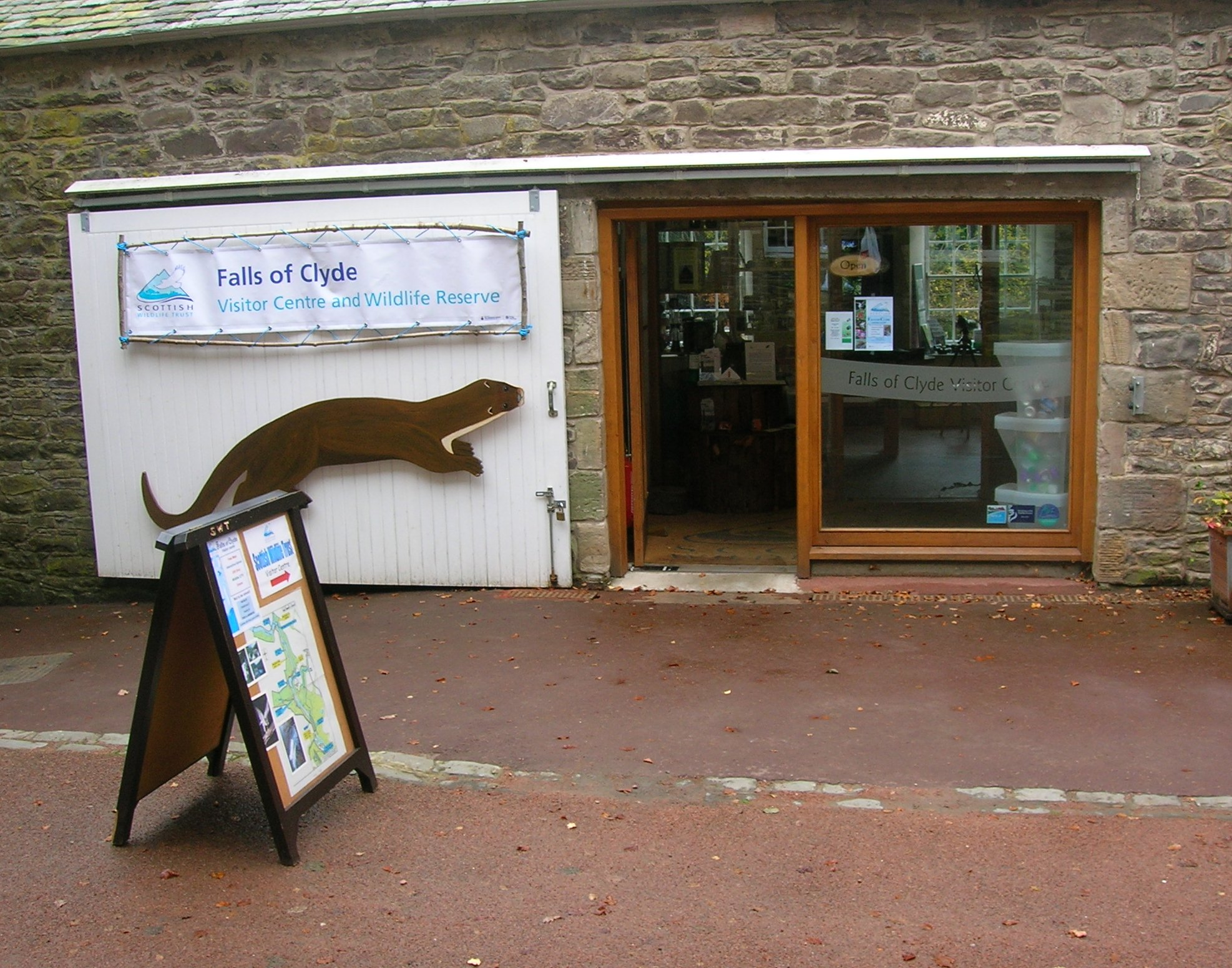
クライド滝自然保護区のための案内所

村外れには観光客用の巨大な無料駐車場がある。2kmほど離れたラナークからはバスが運行している。ラナークとグラスゴーの間には30分に1本の割合で鉄道が運行している。
村には保全トラストが運営する三ツ星ホテルであるニュー・ラナーク・ミル・ホテルがあるほか、ユースホステルなどもある。村内には観光案内所、店舗、レストランなどもそろっている。
村には長く続くクライド遊歩道（Clyde walkway）が通っており、工場建築物群の中には、クライド滝自然保護区（the Falls of Clyde Nature reserve）のためにスコットランド野生生物トラスト（Scottish Wildlife Trust）が運営している案内所もある。

## 登録基準
この世界遺産は世界遺産登録基準のうち、以下の条件を満たし、登録された（以下の基準は世界遺産センター公表の登録基準からの翻訳、引用である）。
- (2) ある期間を通じてまたはある文化圏において、建築、技術、記念碑的芸術、都市計画、景観デザインの発展に関し、人類の価値の重要な交流を示すもの。
- (4) 人類の歴史上重要な時代を例証する建築様式、建築物群、技術の集積または景観の優れた例。
- (6) 顕著で普遍的な意義を有する出来事、現存する伝統、思想、信仰または芸術的、文学的作品と直接にまたは明白に関連するもの（この基準は他の基準と組み合わせて用いるのが望ましいと世界遺産委員会は考えている）。